# Valore immobiliare
Il Valore Immobiliare rappresenta concretamente la capacità di un bene immobiliare di saper soddisfare i bisogni legati alle attività che possono svolgersi su una superficie antropica urbana. Quando questa capacità di soddisfare i bisogni è traducibile in un  valore reale, vale a dire in una quantità di denaro, è possibile conseguentemente fissare una misura del valore del bene immobiliare espressa dunque in una valuta.
Il valore immobiliare non è un concetto da intendersi direttamente utile per l'esecuzione delle stime immobiliari (ancorché la stima di un immobile preveda la determinazione di un valore reale quale probabile prezzo), ma un concetto utile soprattutto per la valorizzazione del patrimonio immobiliare ed è, pertanto, un concetto da approfondire nella progettazione immobiliare di una concreta operazione sul territorio.
Il bene immobiliare non è da intendersi, quindi, sotto questo profilo come un bene economico monolitico ma,  piuttosto, come un bene economico composto da altri beni a utilità differenziata detti "caratteristiche immobiliari". Le caratteristiche immobiliari partecipano al valore complessivo del bene in misura differenziata in base all'importanza percepita del bisogno che queste vanno a soddisfare. Soddisfacendo i bisogni in maniera diversa avranno un valore diverso che potrà essere tradotto in un diverso “probabile prezzo”.
Il valore, quale probabile prezzo, di una caratteristica di un bene immobiliare sarà dato: 
A- Dalla quantità di caratteristica presente nel bene;
B- Dalla quantità di denaro corrispondente alla capacità di una unità della caratteristica j di saper soddisfare un certo bisogno, vale a dire dal suo “valore unitario”;
C- Dall’importanza del bisogno quale correttivo della capacità della caratteristica di saper soddisfare un certo bisogno in base allo specifico mercato (tale importanza si differenzia sul mercato quale “grado di partecipazione della caratteristica”).
In definitiva il “Valore di una caratteristica immobiliare” sarà dato da: Vj = KJ * VUJ *  GJ 
Essendo, in definitiva, un bene immobiliare un complesso di beni economici a utilità differenziata e dove tali beni sono in buona sostanza rappresentati dalle caratteristiche immobiliari, il valore del bene sarà giocoforza dato dalla sommatoria del valore di tutte le caratteristiche immobiliari determinate, come abbiamo appena visto, quale prodotto della quantità per il valore unitario per il grado di partecipazione della singola caratteristica. Tale sommatoria prende il nome di Equazione Generale del Valore Immobiliare.
Possiamo dire anche, in base a quanto abbiano affermato in precedenza, che il prezzo unitario di ogni caratteristica per il suo grado di partecipazione al valore del bene immobiliare corrisponde al prezzo più probabile che saremmo disposti a pagare per un’unità della caratteristica esaminata in un preciso luogo (ambito di mercato) e posta la relazione esistente con tutte le altre caratteristiche.
Tale prezzo unitario particolare prende il nome di (più probabile) Prezzo Marginale della caratteristica.
Per individuare correttamente il prezzo marginale di una caratteristica dobbiamo giocoforza vedere come varierebbe unitariamente in quel preciso mercato il prezzo che saremmo disposti a pagare per quella caratteristica. Per fare questo, in un preciso ambito di mercato e analizzando dei beni dello stesso mercato del bene da stimare, dobbiamo mantenere fissa la quantità di tutte le caratteristiche tranne una (quella per la quale dobbiamo determinare il prezzo marginale) e verifichiamo come varia il prezzo del bene aumentando di una unità la quantità di caratteristica.